# Bắc Từ Liêm
Bắc Từ Liêm là một quận nội thành thuộc thành phố Hà Nội, Việt Nam.

## Địa lý
Quận Bắc Từ Liêm nằm cách trung tâm thành phố Hà Nội 10 km về phía tây, có vị trí địa lý:
- Phía đông giáp quận Tây Hồ
- Phía tây giáp huyện Đan Phượng và huyện Hoài Đức
- Phía nam giáp quận Nam Từ Liêm và quận Cầu Giấy
- Phía bắc giáp huyện Đông Anh với ranh giới là sông Hồng.

Quận có diện tích 45,24 km², dân số năm 2020 là 340.605 người, mật độ dân số đạt 7.529 người/km².

## Lịch sử
Quận Bắc Từ Liêm được thành lập theo Nghị quyết số 132/NQ-CP ngày 27 tháng 12 năm 2013 của Chính phủ, trên cơ sở điều chỉnh toàn bộ diện tích tự nhiên và dân số của 9 xã: Thượng Cát, Liên Mạc, Tây Tựu, Thụy Phương, Minh Khai, Phú Diễn, Đông Ngạc, Xuân Đỉnh, Cổ Nhuế; 9,30 ha diện tích tự nhiên và 596 nhân khẩu của xã Xuân Phương; 75,48 ha diện tích tự nhiên và 10.126 nhân khẩu của thị trấn Cầu Diễn thuộc huyện Từ Liêm cũ. Đồng thời, thành lập 13 phường thuộc quận Bắc Từ Liêm như sau:
- Thành lập phường Thượng Cát trên cơ sở toàn bộ 388,90 ha diện tích tự nhiên và 10.000 nhân khẩu của xã Thượng Cát.
- Thành lập phường Liên Mạc trên cơ sở toàn bộ 598,70 ha diện tích tự nhiên và 12.966 nhân khẩu của xã Liên Mạc.
- Thành lập phường Thụy Phương trên cơ sở toàn bộ 287,59 ha diện tích tự nhiên và 13.753 nhân khẩu của xã Thụy Phương.
- Thành lập phường Minh Khai trên cơ sở toàn bộ 485,91 ha diện tích tự nhiên và 36.709 nhân khẩu của xã Minh Khai.

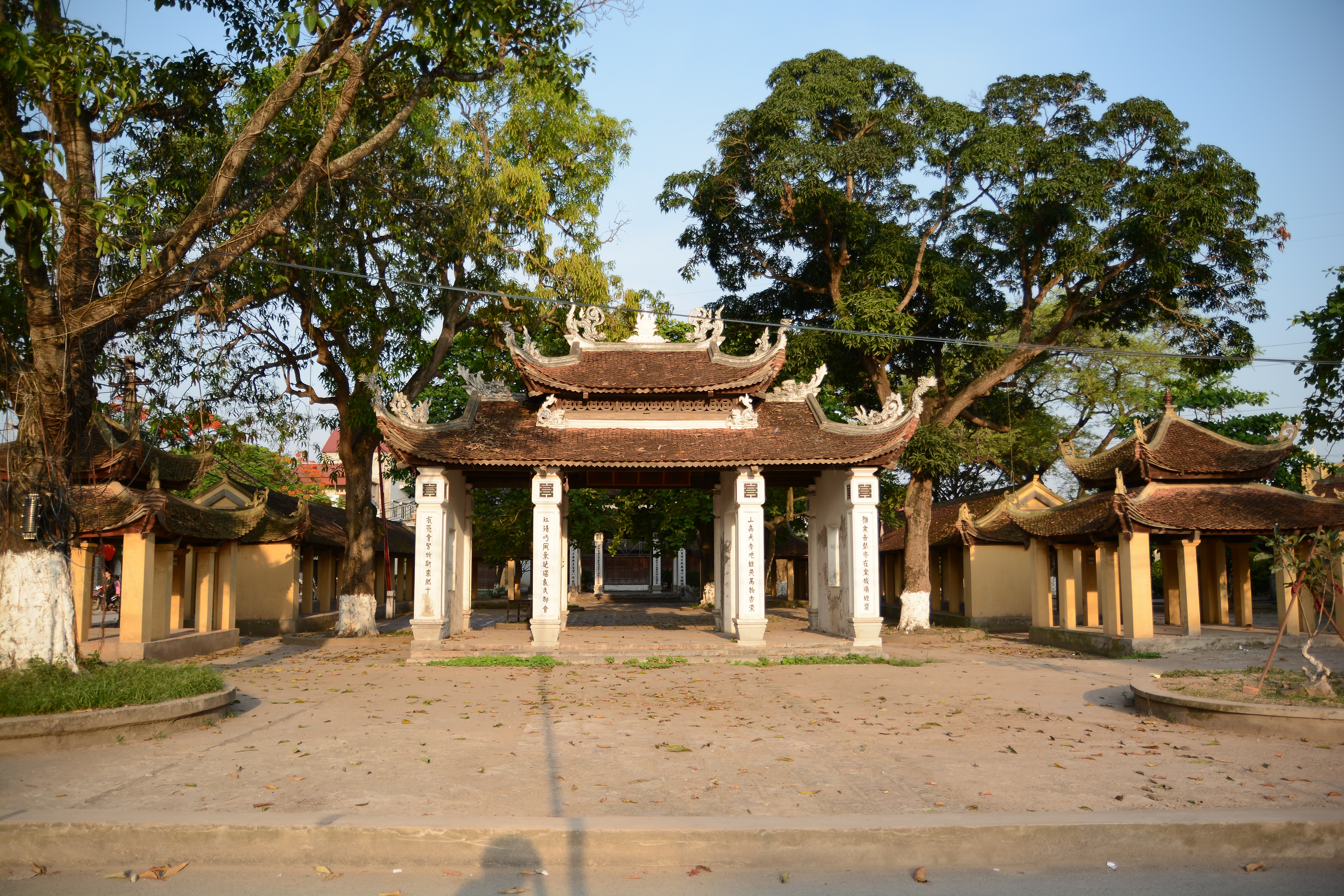
Đình Đăm (Đình Tây Tựu) thuộc phường Tây Tựu, quận Bắc Từ Liêm, Hà Nội. Đình thờ tướng Đào Trường (tức thánh Bạch Hạc Tam Giang) là người có tài kinh bang võ nghệ cao cường, được tiến cử làm thổ lệnh trường, cai quản quận Sơn Nam.

- Thành lập phường Tây Tựu trên cơ sở toàn bộ 530,18 ha diện tích tự nhiên và 26.970 nhân khẩu của xã Tây Tựu; 9,30 ha diện tích tự nhiên và 596 nhân khẩu của xã Xuân Phương. Phường Tây Tựu có 539,48 ha diện tích tự nhiên và 27.566 nhân khẩu.
- Thành lập phường Đông Ngạc trên cơ sở 241 ha diện tích tự nhiên và 23.922 nhân khẩu của xã Đông Ngạc.
- Thành lập phường Đức Thắng trên cơ sở 120 ha diện tích tự nhiên và 19.923 nhân khẩu còn lại của xã Đông Ngạc.
- Thành lập phường Xuân Đỉnh trên cơ sở 352,20 ha diện tích tự nhiên và 33.659 nhân khẩu của xã Xuân Đỉnh.
- Thành lập phường Xuân Tảo trên cơ sở 226,30 ha diện tích tự nhiên và 12.622 nhân khẩu còn lại của xã Xuân Đỉnh.
- Thành lập phường Cổ Nhuế 1 trên cơ sở 217,70 ha và 33.346 nhân khẩu của xã Cổ Nhuế; 3,30 ha diện tích tự nhiên và 372 nhân khẩu của thị trấn Cầu Diễn. Phường Cổ Nhuế 1 có 221 ha diện tích tự nhiên và 33.718 nhân khẩu.
- Thành lập phường Cổ Nhuế 2 trên cơ sở 403,43 ha và 44.488 nhân khẩu còn lại của xã Cổ Nhuế; 1,60 ha diện tích tự nhiên và 292 nhân khẩu của thị trấn Cầu Diễn. Phường Cổ Nhuế 2 có 405,03 ha diện tích tự nhiên và 44.780 nhân khẩu.
- Thành lập phường Phúc Diễn trên cơ sở 209,03 ha và 21.820 nhân khẩu của xã Phú Diễn; 8 ha và 1.914 nhân khẩu của thị trấn Cầu Diễn (phía Nam quốc lộ 32 và phía Tây Sông Nhuệ). Phường Phúc Diễn có 217,03 ha diện tích tự nhiên và 23.734 nhân khẩu.
- Thành lập phường Phú Diễn trên cơ sở 189,62 ha và 19.514 nhân khẩu còn lại của xã Phú Diễn; 62,58 ha và 7.548 nhân khẩu của thị trấn Cầu Diễn (phía Bắc quốc lộ 32). Phường Phú Diễn có 252,20 ha diện tích tự nhiên và 27.062 nhân khẩu.
Ngày 27 tháng 4 năm 2021, Ủy ban Thường vụ Quốc hội ban hành Nghị quyết số 1263/NQ-UBTVQH14 (nghị quyết có hiệu lực từ ngày 1 tháng 7 năm 2021). Theo đó, điều chỉnh 10,32 ha diện tích tự nhiên thuộc địa giới hành chính phường Cổ Nhuế 1 về phường Nghĩa Tân của quận Cầu Giấy quản lý.

## Hành chính

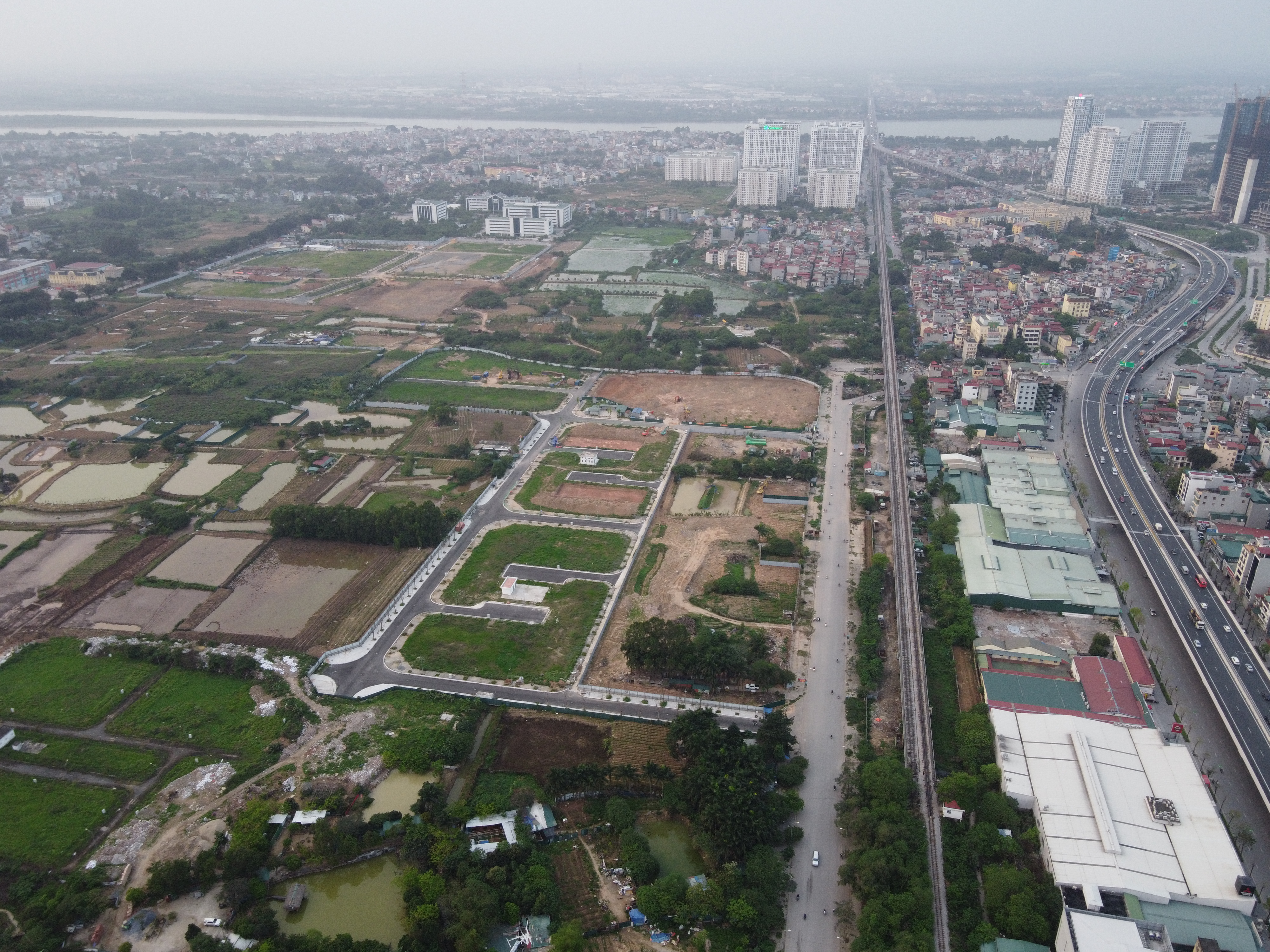
Khu đô thị bắc Cổ Nhuế - Chèm

Quận Bắc Từ Liêm có 13 đơn vị hành chính cấp xã trực thuộc, bao gồm 13 phường: 
1. Cổ Nhuế 1,
2. Cổ Nhuế 2,
3. Đức Thắng,
4. Đông Ngạc,
5. Thụy Phương,
6. Liên Mạc,
7. Thượng Cát,
8. Tây Tựu,
9. Minh Khai,
10. Phú Diễn,
11. Phúc Diễn,
12. Xuân Đỉnh,
13. Xuân Tảo.

## Giao thông

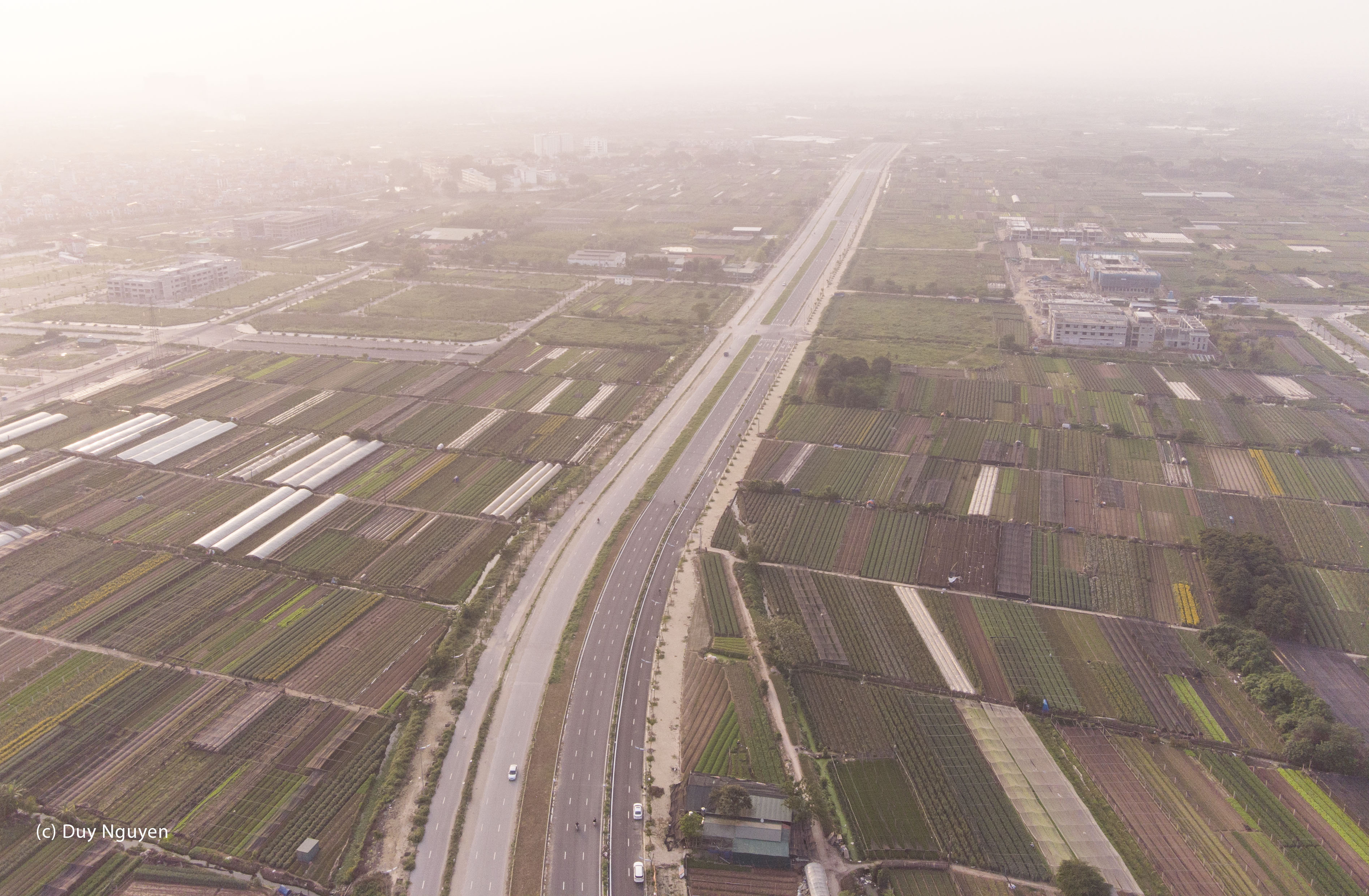
Đại Lộ Tây Thăng Long trục giao thông chính của quận Bắc Từ Liêm đang dần hình thành

Các dự án đường sắt đô thị đi qua địa bàn quận là các tuyến số 2 (Nội Bài - Thượng Đình), tuyến số 3 (Trôi - Nhổn - Yên Sở), tuyến số 4 (Liên Hà - Bắc Thăng Long), tuyến số 7 (Mê Linh - Ngọc Hồi), tuyến số 8 (An Khánh - Dương Xá), trong đó tuyến số 3 đoạn Nhổn - Ga Hà Nội (một phần của tuyến Trôi - Nhổn - Yên Sở) hiện đang được thi công; tuyến số 2 đoạn Nam Thăng Long - Trần Hưng Đạo (một phần của tuyến Nội Bài - Thượng Đình) hiện đang được đầu tư xây dựng.

## Giáo dục
Quận Bắc Từ Liêm tập trung khá nhiều trường đại học và các cơ sở đào tạo lớn như:
- Học viện Kỹ thuật Quân sự
- Học viện Tài chính
- Học viện Cảnh sát Nhân dân
- Học viện Chính trị Công an Nhân dân
- Trường Đại học Điện lực
- Trường Đại học Mỏ - Địa chất
- Trường Đại học Tài nguyên và Môi trường
- Trường Đại học Công nghiệp Hà Nội
- Trường Đại học Y tế công cộng
- Trường Đại học Tài chính - Ngân hàng Hà Nội
- Trường Đại học Nguyễn Trãi
- Trường Cao đẳng Du lịch Hà Nội
- Trường Cao đẳng Y-Dược ASEAN
- Trường Phổ thông Quốc tế Newton
- Trường THPT Khoa học Giáo dục, Trường Đại học Giáo dục, ĐHQGHN.
- THPT Nguyễn Thị Minh Khai
- Trường THPT Xuân Đỉnh
- THPT Thượng Cát
- Trường Cán bộ thanh tra
- Trường Liên cấp Everest
- Trường Phổ thông Liên cấp Tây Hà Nội (WHS)
- Trường Tiểu Học - THCS Pascal
- Trường THPT Nguyễn Huệ
- Trường THCS Đoàn Thị Điểm
- The Dewey School

## Một số địa điểm
- Công viên Hòa Bình
- Công viên hồ điều hòa
- Bãi Chèm
- Đình Chèm, Đông Ngạc, Liên Ngạc
- Đình làng Kiều Mai
- Cảng Liên Mạc
- Vườn hoa Tây Tựu
- Cầu Thăng Long
- Khu đô thị Nam Thăng Long - Ciputra Hà Nội
- Bến xe Nam Thăng Long
- Khu đô thị Cổ Nhuế - Xuân Đỉnh
- Khu đô thị Tây Hồ Tây
- Khu Ngoại giao đoàn Xuân Đỉnh
- Khu đô thị Tây Tựu
- Khu đô thị Resco Cổ Nhuế
- Khu đô thị Thành phố Giao Lưu
- Khu đô thị Vibex Từ Liêm
- Khu đô thị Đông Ngạc
- Khu công nghiệp Nam Thăng Long
- Khu công nghiệp vừa và nhỏ Từ Liêm
- Vincom Plaza Bắc Từ Liêm
- Nhà thờ Cổ Nhuế
- Khu tổ hợp chung cư Green Stars thuộc Khu đô thị Thành phố Giao Lưu
- Khu đô thị mới Nghĩa Đô
- Tổng công ty Lưu ký và Bù trừ chứng khoán Việt Nam
- Đại sứ quán Hàn Quốc tại Việt Nam

## Đường phố
- An Dương Vương
- Cầu Diễn
- Cầu Noi
- Châu Đài
- Chế Lan Viên
- Chùa Bụt Mọc
- Cổ Nhuế
- Đại Cát
- Đăm
- Đặng Thùy Trâm
- Đình Quán
- Đỗ Nhuận
- Đông Ba
- Đông Kiều
- Đông Ngạc
- Đông Thắng
- Đức Diễn
- Đức Thắng
- Dương Văn An
- Hồ Tùng Mậu
- Hoàng Công Chất
- Hoàng Liên
- Hoàng Minh Thảo
- Hoàng Quốc Việt
- Hoàng Tăng Bí
- Kẻ Giàn
- Kẻ Vẽ
- Kiều Mai
- Kỳ Vũ
- Lê Văn Hiến
- Liên Mạc
- Lộc
- Lưu Cơ
- Mạc Xá
- Minh Tảo
- Ngọa Long
- Nguyễn Đạo An
- Nguyễn Đình Tứ
- Nguyễn Duy Thì
- Nguyễn Hoàng Tôn
- Nguyên Xá
- Nguyễn Xuân Khoát
- Nhật Tảo
- Nhổn
- Phạm Tiến Duật
- Phạm Tuấn Tài
- Phạm Văn Đồng
- Phan Bá Vành
- Phú Diễn
- Phú Kiều
- Phú Minh
- Phúc Đam
- Phúc Diễn
- Phúc Lý
- Phúc Minh
- Sùng Khang
- Tân Dân
- Tân Nhuệ
- Tân Phong
- Tân Xuân
- Tây Đăm
- Tây Tựu
- Thanh Lâm
- Thượng Cát
- Thụy Phương
- Tôn Quang Phiệt
- Trần Cung
- Trung Kiên
- Trung Tựu
- Tựu Phúc
- Văn Hội
- Văn Tiến Dũng
- Văn Trì
- Viên
- Võ Quý Huân
- Xuân Đỉnh
- Xuân La
- Xuân Phương
- Xuân Tảo
- Yên Nội

## Hạ tầng kỹ thuật

### Hệ thống đường sắt đô thị
Các dự án đường sắt đô thị đi qua địa bàn quận là các tuyến số 2 (Nội Bài - Thượng Đình), tuyến số 3 (Sơn Tây - Nhổn - Yên Sở), tuyến số 4 (Liên Hà - Bắc Thăng Long), tuyến số 6 (Nội Bài - Ngọc Hồi), tuyến số 7 (Mê Linh - Hà Đông), tuyến số 8 (An Khánh - Dương Xá), trong đó tuyến số 3 đoạn Nhổn - Ga Hà Nội (một phần của tuyến Sơn Tây - Nhổn - Yên Sở) hiện đang được thi công, tuyến số 2 đoạn Nam Thăng Long - Trần Hưng Đạo (một phần của tuyến Nội Bài - Thượng Đình) hiện đang được đầu tư xây dựng.
■ Tuyến số 3: Ga Nhổn - Ga Minh Khai - Ga Phúc Diễn → (Quận Nam Từ Liêm)

### Hệ thống xe buýt

#### Điểm đầu cuối và trung chuyển
- Bãi đỗ xe Nam Thăng Long (27, 35A, 35B, 38, 41, 45, 57, 93, 95, 112, 142, 160)
- Đại học Mỏ (9A, 9ACT, 28, 31, 144)
- Nhổn (20B, 32, 49, 92, 117, 162, 163)
- Cổ Nhuế (13)
- Xuân Đỉnh (33, 142)
- Phú Diễn (05)

#### Các tuyến xe buýt hoạt động:
| Tuyến xe buýt                                      | Ghi chú                                                    | Lộ trình trong khu vực quận Bắc Từ Liêm |
| -------------------------------------------------- | ---------------------------------------------------------- | --- |
| 05(Linh Đàm - Phú Diễn)                            |                                                            | ... - Hồ Tùng Mậu - Cầu Diễn - Phú Diễn - Phú Diễn (Trại Gà) |
| 07(Cầu Giấy - Sân bay Nội Bài)                     |                                                            | ... - Xuân Tảo - Hoàng Minh Thảo - Đỗ Nhuận - Phạm Văn Đồng - Cầu Thăng Long -... |
| 09A(Bờ Hồ - Đại học Mỏ)                            | Hoạt động Thứ 2 đến 18:00 Thứ 6 hàng tuần                  | ... - Nguyễn Hoàng Tôn - Phạm Văn Đồng - Nguyễn Đình Tứ - Phố Viên - Đại học Mỏ |
| 09ACT(Trần Khánh Dư - Đại học Mỏ)                  | Hoạt động 18:00 Thứ 6 đến Chủ nhật (tránh tuyến phố đi bộ) | ... - Nguyễn Hoàng Tôn - Phạm Văn Đồng - Nguyễn Đình Tứ - Phố Viên - Đại học Mỏ |
| 13(Công viên nước Hồ Tây - Cổ Nhuế)                |                                                            | ... - Hồ Tùng Mậu - Hoàng Công Chất - Phan Bá Vành - Cầu Noi - Học viện Cảnh sát nhân dân - Cổ Nhuế (cạnh công ty da giày Thụy Khuê, ngã 3 đường nội bộ Khu công nghiệp Đông Á Việt Nam)                           |
| 20A(Cầu Giấy - Bến xe Sơn Tây)                     |                                                            | ... - Hồ Tùng Mậu - Cầu Diễn - Nhổn -... |
| 20B(Nhổn - Sơn Tây)                                |                                                            | Nhổn (Điểm trung chuyển xe buýt Nhổn) - Cầu Diễn - Tây Tựu - Thượng Cát - ... |
| 27(Bến xe Yên Nghĩa - Nam Thăng Long)              |                                                            | ... - Phạm Văn Đồng - Đỗ Nhuận - Bãi đỗ xe Nam Thăng Long |
| 28(Bến xe Nước Ngầm - Đại học Mỏ)                  |                                                            | ... - Trần Cung - Phạm Văn Đồng - Tân Xuân - Hoàng Tăng Bí - Đức Thắng - Viên - Đại học Mỏ Địa chất |
| 29(Bến xe Giáp Bát - Tân Lập)                      |                                                            | ... - Hồ Tùng Mậu - Cầu Diễn - Nhổn -... |
| 31(Bách Khoa - Đại học Mỏ)                         |                                                            | ... - An Dương Vương - Đông Ngạc - Thụy Phương - Đúc Thắng - Viên - Đại học Mỏ Địa chất |
| 32(Bến xe Giáp Bát - Nhổn)                         |                                                            | ... - Hồ Tùng Mậu - Cầu Diễn - Nhổn (Trường Đại học Công nghiệp Hà Nội) |
| 33(CCN Thanh Oai - Xuân Đỉnh)                      |                                                            | ... - Hoàng Quốc Việt -... - Xuân Đỉnh (Đại học Nội vụ Hà Nội) |
| 35A(Trần Khánh Dư - Nam Thăng Long)                |                                                            | ... - Phạm Văn Đồng - Đỗ Nhuận - Bãi đỗ xe Nam Thăng Long |
| 35B(Nam Thăng Long - Thanh Lâm (Mê Linh)           |                                                            | Bãi đỗ xe Nam Thăng Long - Đỗ Nhuận - Phạm Văn Đồng - Cầu Thăng Long - Võ Văn Kiệt - Ngã tư Nam Hồng - Rẽ phải vào quốc lộ 23B - Quay đầu tại đảo tròn phía Đông Anh - Cầu vượt Nam Hồng - Quốc lộ 23B - Thanh Lâm |
| 38(Nam Thăng Long - Mai Động)                      |                                                            | Bãi đỗ xe Nam Thăng Long - Đỗ Nhuận - Phạm Văn Đồng -... |
| 41(Nam Thăng Long -BX Giáp Bát)                    |                                                            | Nam Thăng Long - Đỗ Nhuận - Hoàng Minh Thảo - Minh Tảo - Xuân La -... |
| 45(Times City - Nam Thăng Long)                    |                                                            | ... - Phạm Văn Đồng - Đỗ Nhuận - Bãi đỗ xe Nam Thăng Long |
| 46(Bến xe Mỹ Đình - Đông Anh)                      |                                                            | ... - Phạm Văn Đồng - Cầu Thăng Long -... |
| 49(Trần Khánh Dư - Nhổn)                           |                                                            | ... - Xuân Phương - Cầu Diễn - Điểm trung chuyển xe buýt Nhổn |
| 53A(Hoàng Quốc Việt - Đông Anh)                    |                                                            | ĐTC Hoàng Quốc Việt - Hoàng Quốc Việt - Phạm Văn Đồng - Cầu Thăng Long -... |
| 53B(Bến xe Mỹ Đình - Kim Hoa (Mê Linh))            |                                                            | ... - Phạm Văn Đồng - Cầu Thăng Long -... |
| 56A(SVĐ Quốc gia - Núi Đôi (Sóc Sơn))              |                                                            | ... - Phạm Văn Đồng - Cầu Thăng Long -... |
| 57(Nam Thăng Long - KCN Phú Nghĩa)                 |                                                            | Bãi đỗ xe Nam Thăng Long - Đỗ Nhuận - Phạm Văn Đồng - Tân Xuân - Hoàng Tăng Bí - Tân Phong - Liên Mạc - Yên Nội - Trung Tựu - Phú Minh - Văn Tiến Dũng - Cầu Diễn - Xuân Phương -...                               |
| 58(Long Biên - Thạch Đà)                           |                                                            | ... - An Dương Vương - Tân Xuân - Phạm Văn Đồng -... |
| 60A(KĐT Pháp Vân Tứ Hiệp - Công viên nước Hồ Tây)  |                                                            | ... - Phạm Văn Đồng - Nguyễn Hoàng Tôn -... |
| 60B(Bến xe Nước Ngầm - BV Nhiệt đới TW CS 2)       |                                                            | ... - Phạm Văn Đồng - Cầu Thăng Long -... |
| 61(Vân Hà - Công viên Cầu Giấy)                    |                                                            | ... - Cầu Thăng Long - Phạm Văn Đồng -... |
| 64(Bến xe Mỹ Đình - Phố Nỉ)                        |                                                            | ... - Phạm Văn Đồng - Cầu Thăng Long -... |
| 92(Nhổn - Phú Sơn (Ba Vì))                         |                                                            | ĐTC Nhổn - Cầu Diễn - Nhổn -... |
| 93(Nam Thăng Long - Bắc Sơn (Sóc Sơn))             |                                                            | Bãi đỗ xe Nam Thăng Long - Đỗ Nhuận - Phạm Văn Đồng - Cầu Thăng Long -... |
| 95(Nam Thăng Long - Xuân Hòa)                      |                                                            | Bãi đỗ xe Nam Thăng Long - Đỗ Nhuận - Phạm Văn Đồng - Cầu Thăng Long -... |
| 109(Bến xe Mỹ Đình - Sân bay Nội Bài)              |                                                            | ... - Phạm Văn Đồng - Cầu Thăng Long -... |
| 112(Nam Thăng Long - Thạch Đà (Mê Linh))           |                                                            | Bãi đỗ xe Nam Thăng Long - Đỗ Nhuận - Phạm Văn Đồng - Cầu Thăng Long -... |
| 117(Hòa Lạc - Nhổn)                                |                                                            | ... - Nhổn - ĐTC Nhổn |
| 142(Nam Thăng Long - Vincom Long Biên)             |                                                            | Bãi đỗ xe Nam Thăng Long - Đỗ Nhuận - Nguyễn Xuân Khoát - Xuân Tảo -... |
| 144(Đại học Mỏ - Trần Khánh Dư)                    |                                                            | Đại học Mỏ địa chất - Phố Viên - Nguyễn Đình Tứ - Phạm Văn Đồng - Hoàng Quốc Việt -... |
| 160(Kim Lũ - Nam Thăng Long)                       |                                                            | ... - Cầu Thăng Long - Phạm Văn Đồng - Đỗ Nhuận - Bãi đỗ xe Nam Thăng Long |
| 162(Nhổn - Thọ An)                                 |                                                            | ĐTC Nhổn - Cầu Diễn - Tây Tựu - Kỳ Vũ - Tân Dân -... |
| 163(Bến xe Yên Nghĩa - Nhổn)                       |                                                            | ... - Nhổn - ĐTC Nhổn |
| E08(Khu liên cơ quan Sở ngành Hà Nội - Times City) |                                                            | ... - Minh Tảo - Nguyễn Xuân Khoát - Xuân Tảo -... |

## Danh nhân Bắc Từ Liêm
| Họ Tên                          | Năm sinh - Năm mất | Quê Xã           | Chức vụ | Ghi chú              |
| ------------------------------- | ------------------ | ---------------- | --- | -------------------- |
| Nguyễn Công Cơ                  | 1676-1733          | phuờng Xuân Đỉnh | Hiệu thảo trong Viện Hàn lâm, Thiếu phó Danh thần nhà Lê trung hưng | Nghĩa Trai           |
| Hoàng Tăng Bí                   | 1883-1939          | Đông Ngạc        | Nhân sĩ tham gia phong trào Đông Kinh Nghĩa Thục, Nhà soạn Tuồng đầu thế kỷ 20 | Nguyên Phu, Tiểu Mai |
| Nhà văn Đỗ Đức Dục              | 1915-1993          | phường Xuân Đỉnh | Phó Tổng Thư ký Đảng Dân chủ Việt Nam Đổng lý Văn phòng Bộ Quốc gia Giáo dụcĐại biểu Quốc hội Việt Nam khóa I Thứ trưởng Bộ Giáo dục, Bộ Văn hóa Phó Bí thư Tổng bộ Việt Minh        | Cáo Đỉnh             |
| Văn Tiến Dũng                   | 1917-2002          | Cổ Nhuế          | Đại tướng Quân đội Nhân dân Việt Nam Nguyên Ủy viên Bộ Chính trị, Nguyên Bộ trưởng Bộ Quốc phòng                                                                                     | Lê Hoài              |
| Phạm Gia Khiêm                  | 1944               | Đông Ngạc        | Nguyên Ủy viên Bộ Chính trị, Nguyên Phó Thủ tướng Chính phủ Nguyên Bộ trưởng Bộ Ngoại giao                                                                                           |                      |
| Hoàng Minh Giám                 | 1904-1995          | Đông Ngạc        | Giáo sư, Nhà giáo ưu tú, Chủ nhiệm Ủy ban Đối ngoại Quốc hội (Khóa VI), Phó Tổng thư ký Đảng Xã hội Việt Nam, Bộ trưởng Bộ Ngoại giao (1947-1954), Bộ trưởng Bộ Văn hóa (1954-1976). |                      |
| Hoàng Tích Mịnh                 | 1904-2001          | Đông Ngạc        | Thầy thuốc Nhân dân, Bác sĩ đặt nền móng cho chuyên ngành Y học dự phòng Việt Nam |                      |
| Hoàng Thủy Nguyên               | 1929-2018          | Đông Ngạc        | Giáo sư Tiến sĩ, người đã đặt nền móng cho công nghệ tự chủ sản xuất vaccine của Việt Nam                                                                                            |                      |
| Hoàng Tích Trí (Hoàng Tích Trý) | 1903-1958          | Đông Ngạc        | Giáo sư,Bác sĩ, Nguyên Bộ trưởng Bộ Y tế |                      |
| Lý Ông Trọng                    |                    |                  | Tư lệ hiệu úy Nhà Tần | Lý Thân              |